# Draßburg
Draßburg (kroatiska: Rasporak, ungerska: Darufalva) är en ort och kommun i Österrike. Den ligger i distriktet Mattersburg i förbundslandet Burgenland, i den östra delen av landet, 50 km söder om huvudstaden Wien. 